# Abdoulaye Wade
Abdoulaye Wade   (Kébémer, 29 de maig de 1926) és un polític francès i senegalès que va ser president del Senegal del 2000 al 2012. També és el secretari general del Partit Demòcrata Senegalès (PDS), havent dirigit el partit des que es va fundar el 1974. Líder de l'oposició durant molt de temps, es va presentar a la presidència quatre vegades, començant el 1978, abans de ser elegit el 2000. Va guanyar la reelecció el 2007 amb majoria a la primera volta, però el 2012 va ser derrotat en una polèmica candidatura a un tercer mandat.